# Hjemme hos Saudi
Hjemme hos Saudi er en dansk udviklingsbistandsfilm fra 1988 instrueret af Ulla Raben.

## Handling
Suadi på 6 år bor sammen med sin muslimske familie på Zanzibar i Tanzania. Filmen skildrer familiens hverdag i og uden for huset.